# حلوى الهلام
حلوى الهلام أو الهُلاميّة هي نوع من الحلوى المصنوعة من عصائر الفاكهة والمضاف إليها البكتين أو الجيلاتين مما يجعلها أكثر تماسكًا. قد يطلق الاسم على بعض أنواع المربيات التي تصنّع من عصير الفاكهة فقط دون احتوائها على قطع الفاكهة.

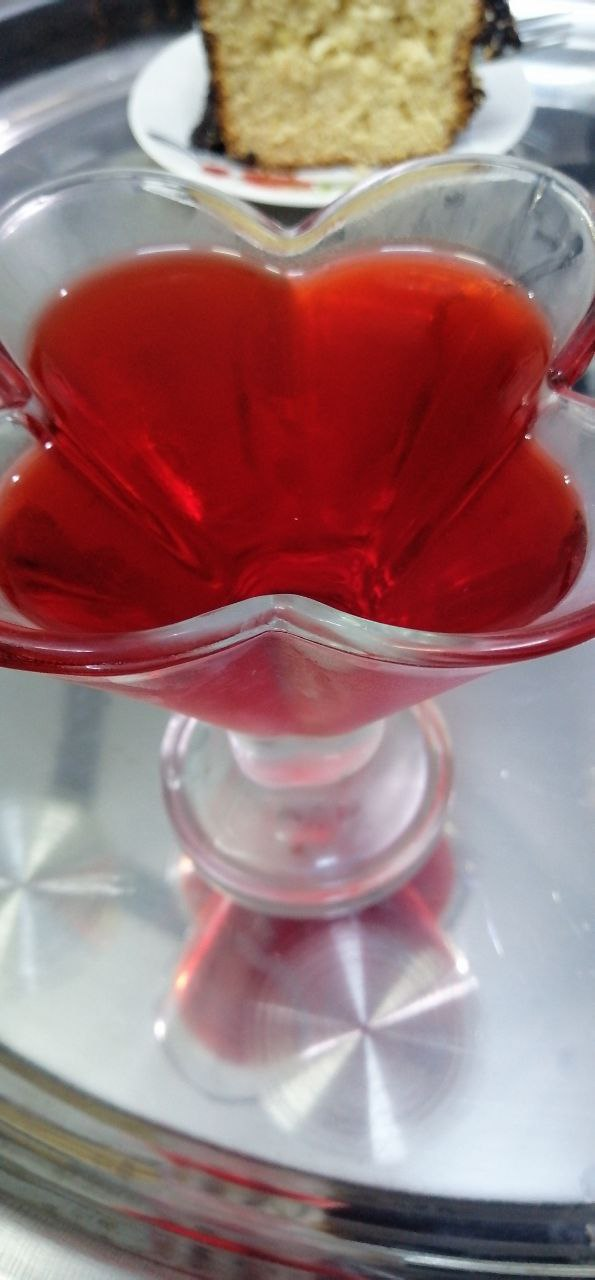
هلامية مصنوعة في المنزل.